# Реакція Радзишевського
Реакція Радзишевського (англ. Radziszewski reaction) — перетворення нітрилів (аліфатичних або ароматичних) у аміди кислот дією HOOH у лужному середовищі (50—60 °С). 
Названа на ім'я польського хіміка Броніслава Радзишевського.
RCN → RCONH2
Систематична назва — N, N-дигідро-C-оксо-приєднання.